# Кременки (Старомайнський район)
Кременки (рос. Кременки) — село в Старомайнському районі Ульяновської області Російської Федерації.
Населення становить 373 особи. Входить до складу муніципального утворення Прибрежненське сільське поселення.

## Історія
Від 2004 року входить до складу муніципального утворення Прибрежненське сільське поселення.

## Населення
| 2010 |
| ---- |
| 373  |